# Fitzroy Maclean
El General de División Sir Fitzroy Hew Royle Maclean, 1er Baronet KT, CBE (El Cairo, 11 de marzo de 1911-Hertford, 15 de junio de 1996) fue un soldado, escritor y político conservador escocés. Fue Miembro del Parlamento (MP) de 1941 a 1974 y fue uno de los dos únicos hombres que durante la Segunda Guerra Mundial se alistó en el ejército británico como soldado raso y ascendió al rango de brigadier, siendo el otro su futuro compañero conservador Enoch Powell.
Maclean escribió varios libros, incluyendo Eastern Approaches, en los que relató tres extraordinarias series de aventuras: viajar, a menudo de incógnito, en el Asia Central Soviética; luchar en la campaña del Desierto Occidental, donde se especializó en incursiones de comandos detrás de las líneas enemigas; y vivir junto con Josip Broz Tito y sus partisanos. Se ha especulado ampliamente que Ian Fleming usó a Maclean como una de sus inspiraciones para James Bond.